# هينتير فيشيرورن
هينتير فيشيرورن (بالإنجليزية: Hinter Fiescherhorn)‏ هو أحد جبال سلسلة جبال الألب البرنية وجزء من القمة الأم غروس فيشيرورن يقع في كانتون فاليز، سويسرا. يبلغ ارتفاع الجبل حوالي 4025 متر، بينما يبلغ ارتفاع نتوء الجبل 102 متر.